# Akira Terao
Akira Terao (寺尾 聰, Terao Akira), né le 18 mai 1947 à Yokohama dans la province de Kanagawa au Japon, est un acteur et musicien japonais.

## Biographie

### Jeunesse
Il est le fils du réalisateur et acteur Jūkichi Uno.

### Carrière
Akira Terao est surtout connu au Japon pour son album Reflections (リフレクションズ) sorti dans les années 1980 au Japon, et qui s'est vendu à plus d'un million et demi d'exemplaires.
En 1985, il commence à se faire diriger, comme acteur, par Akira Kurosawa dans le film Ran. Puis, il a été dirigé par Takashi Koizumi dans le film Après la pluie.
Il est, depuis 2001, le seul acteur masculin à avoir reçu le Japan Record Award et le Japan Academy Film Prize pour son interprétation  dans Après la pluie, illustrant son excellence dans les domaines de la musique et de l’interprétation cinématographique, respectivement.

## Filmographie partielle

### Au cinéma
- 1968 : Le Soleil de Kurobe (黒部の太陽, Kurobe no taiyō?) de Kei Kumai
- 1976 : C'est dur d'être un homme : La Libellule rouge (男はつらいよ 寅次郎夕焼け小焼け, Otoko wa tsurai yo: Torajirō yūyake koyake?) de Yōji Yamada
- 1977 : C'est dur d'être un homme : Mon Seigneur ! (男はつらいよ 寅次郎と殿様, Otoko wa tsurai yo: Torajirō to tonosama?) de Yōji Yamada : officier de police
- 1985 : Kiken na onnatachi (危険な女たち?) de Yoshitarō Nomura
- 1985 : Ran (乱?) d'Akira Kurosawa : Taro
- 1989 : Rêves (夢, Yume?) d'Akira Kurosawa
- 1990 : C'est dur d'être un homme : Les Vacances de Tora-san (男はつらいよ 寅次郎の休日, Otoko wa tsurai yo: Torajirō no kyūjitsu?) de Yōji Yamada
- 1993 : Madadayo (まあだだよ, Mādadayo?) d'Akira Kurosawa
- 1997 : Lost Paradise (失楽園, Shitsurakuen?) de Yoshimitsu Morita
- 1997 : Cat's Eye (キャッツ・アイ?) de Kaizō Hayashi (ja)
- 1999 : Après la pluie (雨あがる, Ame agaru?) de Takashi Koizumi : Ihei Misawa
- 2002 : Letters from the Mountains (阿弥陀堂だより, Amidado dayori?) de Takashi Koizumi : Takao Ueda
- 2004 : Han'ochi (半落ち?) de Kiyoshi Sasabe : Soichiro Kaji
- 2004 : Casshern de Kazuaki Kiriya
- 2005 : Aegis (亡国のイージス, Bōkoku no iijisu?) de Junji Sakamoto : Hirotaka Miyazu
- 2005 : Piège au soleil levant (Into the Sun) de Christopher Morrison : Matsuda
- 2006 : Hakase no aishita sūshiki (博士の愛した数式?) de Takashi Koizumi
- 2009 : Samayou yaiba (さまよう刃?) de Shōichi Mashiko (ja)

### Doublage
- 2023 : L'Imaginaire (屋根裏のラジャー, Yaneura no rajā?) de Yoshiyuki Momose : Frigo